# Santiago Choápam (kommun)
Santiago Choápam är en kommun i Mexiko.   Den ligger i delstaten Oaxaca, i den sydöstra delen av landet, 400 km sydost om huvudstaden Mexico City.
Följande samhällen finns i Santiago Choápam:
- San Juan del Río
- Santiago Choápam
- Santo Domingo Latani
- San Jacinto Yaveloxi
- San Isidro Tres Arroyos